# Noordelijke levertangare
De noordelijke levertangare (Piranga hepatica) is een zangvogel uit de familie Cardinalidae (kardinaalachtigen).

## Verspreiding en leefgebied
Deze soort telt 5 ondersoorten:
- P. h. hepatica: van de zuidwestelijke Verenigde Staten tot zuidwestelijk Mexico.
- P. h. dextra: van de zuidelijke Verenigde Staten tot oostelijk Mexico.
- P. h. figlina: oostelijk Guatemala en Belize.
- P. h. albifacies: van westelijk Guatemala tot het noordelijke deel van Centraal-Nicaragua.
- P. h. savannarum: oostelijk Honduras en noordoostelijk Nicaragua.